# Antoine Garceran
Antoine ou Tony Garceran est un footballeur français né le 7 février 1950 à Béziers (Hérault). Ce joueur formé à Béziers a été arrière latéral à  Valenciennes. Mais joueur très complet, il pouvait jouer à tous les postes de la défense. Il a joué également au Stade de Reims et au PSG. Il met un terme à sa carrière au Gazélec Ajaccio en 1983.

## Carrière de joueur
- 1967-1971 : AS Béziers
- 1971-1977 : US Valenciennes-Anzin
- 1977-1979 : Stade de Reims (67 matches en division 1)
- 1979-1981 : Paris SG (38 matches en division 1)
- 1981-1983 : Gazélec Ajaccio

## Palmarès
- Vice-champion de France D2 en 1975 (avec l'US Valenciennes-Anzin)